# Trichopria suspecta
Trichopria suspecta är en stekelart som först beskrevs av Christian Gottfried Daniel Nees von Esenbeck 1834.  Trichopria suspecta ingår i släktet Trichopria, och familjen hyllhornsteklar. Arten är reproducerande i Sverige.